# Мацусіма Міна
Мацусіма Міна (25 січня 1991) — японська плавчиня.
Учасниця Олімпійських Ігор 2012 року.
Переможниця літньої Універсіади 2015 року.